# Smidtia pauciseta
Smidtia pauciseta är en tvåvingeart som beskrevs av Hiroshi Shima 1996. Smidtia pauciseta ingår i släktet Smidtia och familjen parasitflugor. Inga underarter finns listade i Catalogue of Life.